# Берат (крепость)
Крепость Берат (алб. Kalaja e Beratit) — крепость (цитадель и крепостные стены), возвышающаяся над городом Берат, Албания. Датируется в основном XIII веком, однако внутри крепостных стен находятся множество византийских церквей и османских мечетей. Построена на скалистом холме на правом берегу реки Осуми и имеет доступ только с юга. Расположена на высоте 214 м.

## История
В 200 году до н. э. римляне сожгли городские стены; в V веке при римском императоре Феодосии II они были укреплены для защиты от вторжений варваров на Балканы. Впоследствии стены были перестроены в VI веке при императоре Юстиниане I и снова в XIII веке при деспоте Эпира Михаиле I Комнине Дуке, двоюродном брате византийского императора. О последней реконструкции свидетельствует монограмма, образованная красными кирпичами на стене замка. В середине XIV века крепость находилась под властью Иоанна Комнина Асеня. Главный вход с северной стороны защищён укрепленным внутренним двором, также имеются три входа поменьше.

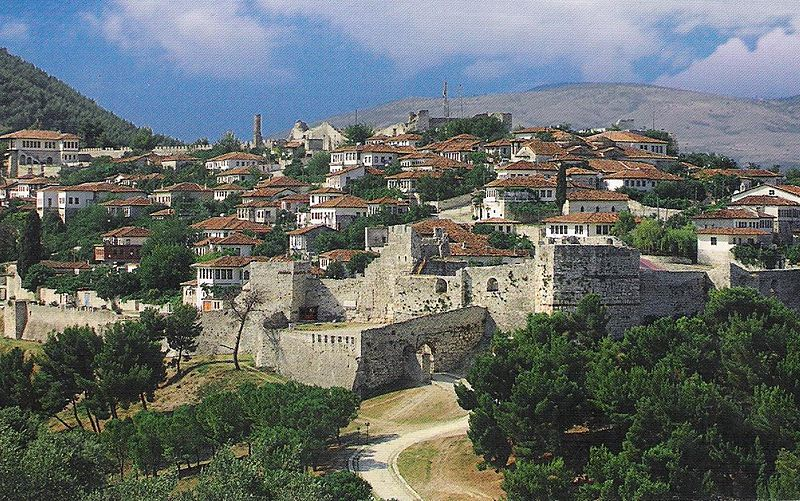
Дома внутри крепости Берат

Крепость Берат в её нынешнем состоянии, хотя и значительно повреждённая, остаётся величественным примером архитектуры. Территория, которую она охватывает, позволила разместить значительную часть жителей внутри городских стен. Здания внутри крепости были возведены в XIII веке и остаются ценными памятниками культуры. Население крепости было христианским, в ней было около двадцати церквей и только одна мечеть для турецкого гарнизона (от которой остались только руины и основание минарета). Церкви были со временем повреждены, и лишь некоторые из них дошли до наших времён.
Замок изображена на реверсе албанской монеты достоинством 10 леков, отчеканенных в 1996, 2000 и 2013 годах.